# A Colina dos Sonhos
A Colina dos Sonhos (em inglês: The Hill of Dreams) é um romance semiautobiográfico do escritor galês Arthur Machen.

## Enredo
O romance conta a vida de um jovem, Lucian Taylor, focando em sua infância sonhadora na zona rural de Gales, em uma cidade baseada em Caerleon. A Colina dos Sonhos do título é um antigo forte romano onde Lucian tem estranhas visões sensuais, incluindo algumas da cidade na época da Grã-Bretanha romana. Mais tarde, o romance descreve as tentativas de Lucian de ganhar a vida como autor em Londres, suportando a pobreza e o sofrimento em busca da arte e da história.

## Significado literário e criticismo
A Colina dos Sonhos recebeu pouca atenção quando foi publicado em 1907, exceto por uma crítica elogiosa de Alfred Douglas. Na verdade, foi escrito entre 1895 e 1897 e tem elementos do estilo do movimento decadente e estético do período, vistos através das próprias preocupações místicas de Machen.
Lord Dunsany admirava A Colina dos Sonhos e escreveu uma introdução para uma reimpressão do romance em 1954. Em Henry e June, Henry Miller conta a Anaïs Nin sobre A Colina dos Sonhos.
De acordo com o site Friends of Arthur Machen, o romance é

quase sem dúvida a obra mais importante e comovente de Machen. Lucian Taylor, o herói, é condenado ou pelo contato com um "outro" mundo eroticamente pagão ou por algo degenerado em sua própria natureza, que ele pensa ser um "fauno". Ele se torna um escritor, e quando se muda para Londres, ele fica preso pela realidade crescente das imaginações sombrias dessa criatura dentro dele, que se tornam cada vez mais reais. Machen se baseou copiosamente em seus primeiros anos no País de Gales e em Londres, e o livro como um todo é uma exploração pela imaginação de um destino potencial que ele pessoalmente evitou. Uma das primeiras explorações na ficção da figura do artista condenado, que biograficamente faz parte da decadente década de 1890.